# Krkavcovití
Krkavcovití (Corvidae) jsou největší čeledí řádu pěvců. Patří mezi všežravce, hnízdí na stromech, skalách nebo ve skalních dutinách. V Česku se vyskytujícími známými druhy jsou například vrána černá a vrána šedá, havran polní, krkavec velký, kavka obecná, sojka obecná, straka obecná, ořešník kropenatý.
Popsáno je více než 120 druhů ve 25 rodech. Původní předek žil pravděpodobně počátkem třetihor v oblasti dnešní Austrálie. Dnes tato čeleď osidluje téměř celý svět s výjimkou Antarktidy a nejsevernější části Arktidy. Všichni krkavcovití jsou velmi inteligentní ptáci s vysokou přizpůsobivostí. Jsou to jedni z mála ptáků, které lze běžně sledovat při hře.

## Stavba těla
Krkavcovití mají proměnlivou velikost těla (délka 20 až 70 cm, hmotnost 41 g až 1 500 g), hlava je poměrně velká se silným zobákem a tělo robustní s krátkýma, ale silnýma nohama s mocnými drápy. Křídla bývají širší a zakulacená, délka ocasu je v rámci čeledi značně proměnlivá. Opeření bývá mnohdy pestře zbarvené (černé barvy rodu Corvus jsou spíš výjimkou) a s kovovým leskem, u obou pohlaví bývá stejné.

## Chování a schopnosti
Část druhů je společenská a hnízdí ve velkých koloniích, staví pevná hnízda ve větvích. Mají silný hlas, jsou to dobří imitátoři nejrůznějších zvuků a dokonce se někteří mohou naučit i mluvit. Potravu sbírají často na zemi. Živí se drobným hmyzem a masem. Jsou to velmi dobří letci.

### Inteligence
Ptáci z této skupiny patří mezi nejinteligentnější obratlovce vůbec. Například novokaledonská vrána (Corvus moneduloides) dokáže vyrábět i primitivní nástroje, což se dříve předpokládalo pouze u savců, především vyšších primátů, případně u vyder mořských. Navíc dokáží své akce a použití nástrojů plánovat na několik kroků dopředu, a to hned, bez nutnosti použít metodu pokusu a omylu.
I díky inteligenci jejich pozornost upoutávají v přírodě nezvyklé předměty – odnášejí si různé drobnosti do hnízda. Tak lze někdy nalézt i šperky. (Známé je přirovnání „Krade jako straka“.) Mohou však nechtě uškodit, protože si do hnízda mohou odnést hořící nedopalek cigarety, a tím způsobit „nevysvětlitelný“ požár.

### Využití mravenců
Jednou z metod vran, jak pečovat o své peří, je využití mravenců: ty občas úmyslně vyprovokují rozhrabáním jejich mraveniště a přikryjí ho křídly. Mravenci zalezou mezi pera, kde pak útočí na ptačí parazity. Pro zvýšení účinku si vrána některé ještě rozetře po křídlech, aby kyselina mravenčí ještě zvýšila účinek ochrany.

### Film
Ptačí inteligence bez hranic. Německo, 2013. Dokument, 52 min. [Vysíláno: Prima Zoom 17. 8. 2016 v 18.55 hod., 20. 8. 2016 v 10.15 hod.]